# کانتون سیتی (داکوتای شمالی)
کانتون سیتی(به انگلیسی: Canton City) شهری در ایالت داکوتای شمالی کشور ایالات متحده آمریکا است که جمعیت آن در سرشماری سال ۲۰۱۰ میلادی، ۴۵ نفر بوده‌است.